# Barbagallo Raceway
Il Barbagallo Raceway è un autodromo situato nei pressi di Wanneroo, 50 km a nord di Perth, nell'Ovest dell'Australia.

## Storia
Il circuito era originariamente chiamato Wanneroo Park e la prima gara si disputò nel 1969. Nel 1979 il Gran Premio d'Australia (ai tempi non valido per il campionato mondiale) si è tenuto presso Wanneroo Park, anno in cui vi è stata l'apertura dei nuovi box e paddock a ovest del circuito.
Nel 1992 l'autodromo è stato modificato per ottenere un nuovo percorso di 1,7 km. Questa modifica fu apportata grazie al finanziamento dell'ex pilota Alf Barbagallo e da qui il nome fu cambiato in circuito Barbagallo Raceway Wanneroo.
Nel 2004 il circuito è stato totalmente riasfaltato, sostituendo l'asfalto abrasivo originale con uno più liscio.
Il circuito ospita una tappa della Supercars Championship Series. Nel 2008 era stato deciso che questa competizione non si svolgerà più su questo autodromo in quanto troppo obsoleto, ma dopo il 2010 il circuito è stato reinserito nel calendario.
Il circuito ha ospitato la prima edizione del Festival of Speed in Australia nel 2010. In questa occasione, il team Red Bull ha fatto esibire la propria vettura di Formula 1 su questo circuito con al volante Mark Webber.